# Galvano Della Volpe
Galvano Della Volpe (* 24. September 1895 in Imola; † 13. Juli 1968 in Rom) war ein italienischer Philosophiehistoriker, Philosoph und Marxist.

## Leben
Galvano Della Volpe wurde als zweiter Sohn des Grafen Lorenzo Della Volpe und dessen Frau Emilia Scali in eine Adelsfamilie geboren. An der Universität Bologna studierte er Philosophie, unterbrochen durch den Kriegsdienst im Ersten Weltkrieg. 1920 schloss er sein Studium mit einer bei Rodolfo Mondolfo eingereichten Laurea-Dissertation ab. 1921 bis 1922 unterrichtete er als Vertretungslehrer für Philosophie am Dante-Alighieri-Gymnasium in Ravenna und hatte von 1925 bis 1938 den Lehrstuhl für Geschichte und Philosophie am Luigi-Galvani-Gymnasium in Bologna inne.
Ab 1929 lehrte er Philosophiegeschichte an der Universität Bologna. Della Volpe wurde 1938 als Professor für Philosophiegeschichte an die Universität in Messina berufen, wo er 1940–1942 auch Dekan der Fakultät war. Er wurde 1965 pensioniert.
Seit den 1920er Jahren stand er unter dem Einfluss des  Neuhegelianismus von Giovanni Gentile. Della Volpe wurde später ein scharfer Kritiker der beiden bedeutendsten italienischen Philosophen seiner Zeit, des faschistoiden Gentile und des idealistischen Hegelianers und Antifaschisten Benedetto Croce. Gegen Ende des Zweiten Weltkrieges folgte seine Wendung zum Marxismus (1944). Nach der Befreiung Siziliens durch die Amerikaner trat er der PCI bei.
Della Volpes Marxismus war strikt antiidealistisch und antihegelianisch.  Er vertrat eine Trennung von politischem Engagement und philosophischer Diskussion. Als einer der ersten Marxisten befasste er sich mit Ferdinand de Saussure und der  Kopenhagener Glossematik.

## Werk
Della Volpes Hauptinteresse galt der Entwicklung des Marxschen Denkens und dem Verhältnis von Marx und Hegel.
Wie Louis Althusser ging della Volpe von einem radikalen „Bruch“ innerhalb der Marxschen Denkentwicklung aus, den er auf das Jahr 1843, dem Entstehen von Marx’ Kritik des Hegelschen Staatsrechts, datierte. Als sein bekanntestes Werk gilt die Logik als positive Wissenschaft (Logica come scienza positiva, 1950), worin die Klärung des Verhältnisses von Marx und Hegel im Mittelpunkt steht.  Della Volpe vertritt hier die Ansicht, dass sich die Methode von Marx wesentlich von der Hegels unterscheide und zwischen beiden auch keine genetische Verwandtschaft bestehe. Während die Methode Hegels mystifizierend sei und vom Abstrakten zum Konkreten gehe, erweise sich die Methode von Marx „als Kreisbewegung vom Konkreten zum Abstrakten und von diesem wieder zum Konkreten“.
Della Volpe entwarf auch eine eigene Version einer marxistischen Ästhetik (Critica del gusto, 1960). Er wandte sich vor allem gegen die herrschende Auffassung Croces vom Gegensatz des Ästhetischen als dem Intuitiven zur Wissenschaft als dem Rationalen.  Die Kunst sei vielmehr „(konkrete) Vernunft […], wie es auch die Geschichte oder die Wissenschaft sind“. Sie unterscheide sich von diesen „nicht in ihren kognitiven, gnoseologischen, allgemeinen Elementen“.

## Rezeption und Wirkung
Della Volpe hatte entscheidenden Anteil daran, dass im Italien der Nachkriegszeit das Interesse an einer intensiven Auseinandersetzung mit der Marxschen Theorie und den Marxschen Originaltexten neu erwachte. In den 1950er und 1960er Jahren kristallisierte sich immer mehr der schulbildende Einfluss della Volpes heraus. Es entstand die „Della-Volpe-Schule“, die sich  systematisch mit der Marxschen Theorie auseinandersetzte.  Ihre bekanntesten Vertreter waren Lucio Colletti und Umberto Cerroni.
Weitere Schüler della Volpes sind Ignazio Ambrogio, Alessandro Mazzone, Nicolao Merker, Rocco Musolino, Giulio Pietranera, Mario Rossi und Giuseppe Vacca.

## Schriften
- Hegel romantico e mistico (1929)
- Il misticismo speculativo di Maestro Eckhart nei suoi rapporti storici (1930)
- La filosofia dell’esperienza di D. Hume,2 Bde. (1933–1935)
- Crisi dell’estetica romantica (1941)
- Critica dei principii logici (1942)
- La libertà comunista. Saggio di una critica della ragion “pura” pratica (1946)
- Per la teoria di un umanesimo positivo. Studi e documenti sulla dialettica materialistica (1949)
- Logica come scienza positiva (1950, 2. Aufl. 1956, posthum 1969 als Logica come sciencza storica).
  - deutschsprachige Ausgabe: Logik als historische Wissenschaft, übersetzt, mit einer Einleitung und Anmerkungen herausgegeben von Alfred J. Noll, Felix Meiner Verlag, Hamburg 204, Philosophische Bibliothek 776, ISBN 978-3-7873-4582-3.
- Eckhart, o Della filosofia mystica (1952) (bei Google books)
- Poetica del Cinquecento (1956)
- Rousseau e Marx ed altri saggi di critica materialistica (1957, 4. Aufl. 1971). Dt. Übersetzung: Rousseau und Marx. Darmstadt, Neuwied: Luchterhand (=Philosophische Texte, 1), 1975
- Critica del gusto (1960). Dt. Kritik des Geschmacks, übersetzt von Burkhart Kroeber. Darmstadt, Neuwied: Luchterhand (=Philosophische Texte, 7), 1978 (engl. Übers. bei Google books)
- Umanesimo positivo e emancipazione marxista (1964).
- Critica dell’ideologia contemporanea (1967).
- Der Schlüssel zur historischen Dialektik, in: Karel Kosik, Jean-Paul Sartre, Cesare Luporini, Roger Garaudy, Galvano della Volpe, Mihailo Markovíc, Adam Schaff, Moral und Gesellschaft, Suhrkamp (=edition suhrkamp, 290), Frankfurt a. M., 1968, S. 82–105. Nicolao Merker (Übers.) [= Morale e società, Editori Riuniti, Rom, 1966].
- Für eine materialistische Methodologie, Nicolao Merker (Einleitung, Übers.), Henning Ritter (Übers.), Berlin, Merve-Verlag (= Internationale Marxistische Diskussion, 143), 1973. Essays über die Marxschen Frühschriften, Horkheimer-Adorno und Marcuse.
- Freiheitswille und Kunsterfahrung. Artikel, Aufsätze und Reden aus den Jahren 1940 bis 1968, übersetzt, herausgegeben, mit Anmerkungen und einem Nachwort versehen von Alfred J. Noll, Papyrossa, Köln 2023, ISBN 978-3-89438-807-2.